# Juan Pablo Mazza
Juan Pablo Mazza (Tandil, Provincia de Buenos Aires, Argentina, 28 de febrero de 1997) es un futbolista argentino que juega como guardameta y actualmente se desempeña en Patronato de la Primera Nacional.

## Carrera

### Inicios y paso a Sarmiento de Junín
Juan Pablo surgió de las inferiores del Club Independiente. En el verano de 2016 pasó a las inferiores del Club Atlético Sarmiento, de la ciudad bonaerense de Junín, que por entonces disputaba una segunda temporada consecutiva en la primera división argentina. Mazza pasó a la cuarta categoría del club y poco a poco se afianzó, hasta ganarse un lugar en la reserva del equipo verde. Durante ese año el arquero compartió entrenamientos con el primer plantel de la institución, por entonces encabezado por el entrenador Gabriel Schürrer.

### Ramón Santamarina
El arquero, proveniente de Sarmiento, firmó contrato con el plantel profesional de Santamarina en julio de 2018, tras varios años en la institución juninense. Para Mazza, y sus compañeros Leiva y Kavalín, significó el primer contrato profesional suscrito.

#### Temporada 2021
Mazza comenzó la temporada nuevamente como segunda opción en el arco aurinegro. El 5 de abril de 2021, Santamarina visitó a Independiente Rivadavia en el marco de la cuarta fecha del Campeonato de Primera Nacional 2021. A los 5' el arquero titular Nicolás Avellaneda fue expulsado por malograr una ocasión manifiesta de gol, obligando al entrenador a sacar un jugador de campo para que ingrese Mazza a cubrir el arco. Juan Pablo recibió tres goles en su debut, en lo que fue derrota por 3:1, aunque redondeó una muy buena actuación para la prensa. Una semana después, Mazza se estrenó con la 1, en un empate en 0 en Tandil contra la escuadra de Atlético Rafeaela.
Juan Pablo continuó como titular, y logró encadenar una serie de partidos con el arco en cero, logrando la tercera marca en la historia de club en la categoría, hecho que además le valió el reconocimiento de los medios. Contra San Telmo, se cortó la racha, que quedó en 467' invicto. En ese partido, Mazza atajó un penal —hubiese significado el 2:2 parcial—, y fue elegido como figura.

## Estadísticas

### Clubes
| Club | Div.                | Temporada           | Liga  | Liga  | Liga | Copas nacionales(1) | Copas nacionales(1) | Copas nacionales(1) | Torneos internacionales(2) | Torneos internacionales(2) | Torneos internacionales(2) | Total | Total | Total | Media goleadora(3) |
| Club | Div.                | Temporada           | Part. | Goles | VI   | Part.               | Goles               | VI                  | Part.                      | Goles                      | VI                         | Part. | Goles | VI    | Media goleadora(3) |
| --- | ------------------- | ------------------- | ----- | ----- | ---- | ------------------- | ------------------- | ------------------- | -------------------------- | -------------------------- | -------------------------- | ----- | ----- | ----- | ------------------ |
| Ramón Santamarina Argentina | 2.ª                 | 2019-20             | -     | -     | -    | -                   | -                   | -                   | -                          | -                          | -                          | -     | -     | -     | -                  |
| Ramón Santamarina Argentina | 2.ª                 | 2020                | -     | -     | -    | -                   | -                   | -                   | -                          | -                          | -                          | -     | -     | -     | -                  |
| Ramón Santamarina Argentina | 2.ª                 | 2021                | 7     | -6    | 5    | -                   | -                   | -                   | -                          | -                          | -                          | 7     | -6    | 5     | -0,84              |
| Ramón Santamarina Argentina | 2.ª                 | 2022                | 1     | 0     | 1    |                     |                     |                     |                            |                            |                            | 1     | 0     | 1     | 0,00               |
| Total club | Total club          | Total club          | 8     | -6    | 6    | -                   | -                   | -                   | -                          | -                          | -                          | 8     | -6    | 6     | -0,75              |
| Total en su carrera | Total en su carrera | Total en su carrera | 8     | -6    | 6    | -                   | -                   | -                   | -                          | -                          | -                          | 8     | -6    | 6     | -0,75              |
| (1) Incluye datos de la Copa Superliga y Copa Argentina. (2) Incluye datos de la Copa Libertadores. (3) No incluye goles en partidos amistosos. |                     |                     |       |       |      |                     |                     |                     |                            |                            |                            |       |       |       |                    |